# 1071
Високе Середньовіччя  •  Золота доба ісламу  •  Реконкіста  •  Київська Русь

## Геополітична ситуація
Візантію очолює Роман IV Діоген. Генріх IV є королем Німеччини, а Філіп I — королем Франції.
Апеннінський півострів розділений між численними державами: північ належить Священній Римській імперії, середню частину займає Папська область, південна частина півострова окупована норманами. Деякі міста півночі: Венеція, Генуя, мають статус міст-республік.
Південь Піренейського півострова займають численні емірати, що утворилися після розпаду Кордовського халіфату. Північну частину півострова займають християнські Кастилія, Леон (Астурія, Галісія), Наварра, Арагон та Барселона. Вільгельм Завойовник став королем Англії, Олаф III є королем Норвегії, а Свейн II Данський — Данії.
У Київській Русі править Ізяслав Ярославич. У Польщі княжить Болеслав II Сміливий. Хорватію очолює Петар Крешимир IV. На чолі королівства Угорщина стоїть Шаламон I.
Аббасидський халіфат очолює аль-Каїм під покровительством сельджуків, які окупували Персію, в Єгипті владу утримують Фатіміди, у Магрибі почалося піднесення Альморавідів, у Середній Азії правлять Караханіди, Газневіди втримують частину Індії. У Китаї продовжується правління династії Сун. Держава Чола домінує на півдні Індії. В Японії триває період Хей'ан.

## Події
- У Київській Русі спалахнуло ростовське повстання смердів, підбурюваних волхвами.
- Вільгельм Завойовник завершив підкорення Англії. Лідер останнього осередку опору Херевард здався, ерла Мерсії Едвіна вбили власні охоронці.
- 16 квітня норманські війська під командуванням Робера Гвіскара, що в 1061 році з благословення папи Миколи II розпочав завоювання Південної Італії і Сицилії, захопили останнє володіння візантійців — місто Барі.
- У Мілані при виборах єпископа виникло протистояння між патаренами, які підтримували кандидатуру, висунуту папою, та прихильниками імператора.
- 26 серпня у битві біля Манцикерта (на північ від озера Ван у Вірменії) війська турків-сельджуків під керівництвом Алп-Арслана розбили армію візантійського імператора Романа IV Діогена, а його самого захопили в полон.